# UCI-Mountainbike-Eliminator-Weltcup 2022
Beim UCI-Mountainbike-Eliminator-Weltcup 2022 wurden durch die Union Cycliste Internationale die Weltcupsieger im Cross-Country Eliminator ermittelt.

## Ablauf
Der Weltcup wurde wie in den Vorjahren durch City Mountainbike im Auftrag der UCI organisiert. Er umfasste zehn Runden und war damit deutlich umfangreicher als je zuvor. Nachdem die Versuche, Läufe in Asien zu organisieren, in den Vorjahren immer wieder fehlgeschlagen waren, gab es diesmal nicht weniger als vier Wettbewerbe auf diesem Kontinent. Ein geplanter elfter Lauf im niederländischen Valkenswaard fand hingegen aus unbekannten Gründen nicht statt.
- Abu Dhabi: 23. April
- Leuven: 5. Juni
- Falun: 17. Juni
- Aalen: 23. Juli
- Oudenaarde: 14. August
- Sakarya: 21. August
- Palangkaraya: 28. August
- Leh: 4. September
- Paris: 10. September
- Winterberg: 17. September

In Aalen wurde das Rennen in der Innenstadt ausgetragen mit einem Parcours rund um Marktplatz, Stadtkirche und Südlichen Stadtgraben. Schauplatz in Winterberg war zum wiederholten Male der Kurpark. In Paris fand das Rennen in den Jardins du Trocadéro statt. Das Reglement des Gesamtklassements war identisch zum Vorjahr: Ein Sieg in der Qualifikation zählte 30 Punkte, im Hauptrennen 60. Jeder Fahrer hatte ein Streichergebnis, es zählten also nur die besten neun Runden fürs Gesamtklassement.

## Männer
| #  | Datum         | Ort          | Erster                  | Zweiter                | Dritter                 |
| -- | ------------- | ------------ | ----------------------- | ---------------------- | ----------------------- |
| 1  | 23. April     | Abu Dhabi    | Titouan Perrin-Ganier   | Daniel Castillo Noyola | Killian Demangeon       |
| 2  | 5. Juni       | Leuven       | Simon Gegenheimer       | Lukas Malezsewski      | Zini van Looy           |
| 3  | 17. Juni      | Falun        | Simon Gegenheimer       | Lukas Malezsewski      | Casper Casserstedt      |
| 4  | 23. Juli      | Aalen        | Simon Gegenheimer       | Titouan Perrin-Ganier  | Quentin Schrotzenberger |
| 5  | 14. August    | Oudenaarde   | Simon Gegenheimer       | Titouan Perrin-Ganier  | Theo Hauser             |
| 6  | 21. August    | Sakarya      | Titouan Perrin-Ganier   | Edvin Lindh            | Theo Hauser             |
| 7  | 28. August    | Palangkaraya | Quentin Schrotzenberger | Simon Gegenheimer      | Methasit Boonsane       |
| 8  | 4. September  | Leh          | Felix Klausmann         | Erick Fierro Proaño    | Daniel Castillo Noyola  |
| 9  | 10. September | Paris        | Felix Klausmann         | Titouan Perrin-Ganier  | Hugo Boulanger          |
| 10 | 17. September | Winterberg   | Simon Gegenheimer       | Titouan Perrin-Ganier  | Felix Klausmann         |

Gesamtwertung
| Platz | Name                    | Punkte |
| ----- | ----------------------- | ------ |
| 1     | Simon Gegenheimer       | 455    |
| 2     | Titouan Perrin-Ganier   | 434    |
| 3     | Quentin Schrotzenberger | 351    |
| 4     | Felix Klausmann         | 321    |
| 5     | Daniel Castillo Noyola  | 143    |
| 6     | Theo Hauser             | 135    |

## Frauen
| #  | Datum         | Ort          | Erste             | Zweite                 | Dritte              |
| -- | ------------- | ------------ | ----------------- | ---------------------- | ------------------- |
| 1  | 23. April     | Abu Dhabi    | Marcela Lima      | Didi de Vries          | Marion Fromberger   |
| 2  | 5. Juni       | Leuven       | Gaia Tormena      | Ella Holmegård         | Didi de Vries       |
| 3  | 17. Juni      | Falun        | Gaia Tormena      | Jenny Rissveds         | Marion Fromberger   |
| 4  | 23. Juli      | Aalen        | Gaia Tormena      | Lia Schrievers         | Coline Clauzure     |
| 5  | 14. August    | Oudenaarde   | Gaia Tormena      | Marion Fromberger      | Ella Holmegård      |
| 6  | 21. August    | Sakarya      | Gaia Tormena      | Marion Fromberger      | Marcela Lima        |
| 7  | 28. August    | Palangkaraya | Marion Fromberger | Warinthorn Phetpraphan | Ayu Triya Andriyana |
| 8  | 4. September  | Leh          | Marion Fromberger | Mariske Strauss        | Marcela Lima        |
| 9  | 10. September | Paris        | Gaia Tormena      | Coline Clauzure        | Noémie Garnier      |
| 10 | 17. September | Winterberg   | Coline Clauzure   | Margaux Borrelly       | Flavie Guille       |

Gesamtwertung
| Platz | Name              | Punkte |
| ----- | ----------------- | ------ |
| 1     | Gaia Tormena      | 623    |
| 2     | Marion Fromberger | 457    |
| 3     | Marcela Lima      | 319    |
| 4     | Didi de Vries     | 308    |
| 5     | Coline Clauzure   | 219    |
| 6     | Ella Holmegård    | 195    |